# Адыгешаов, Аслан Агурбиевич
Аслан Агурбиевич Адыгешаов (род. 1946) — черсесский советский механизатор, депутат Верховного Совета СССР.

## Биография
Родился в 1946 году. Черкес. По состоянию на 1974 год — член ВЛКСМ. Образование среднее.
С 1965 года, после окончания средней школы, механизатор колхоза. В 1967-1969 годах служил в Советской Армии. После демобилизации из армии — механизатор колхоза «40 лет Октября» Адыге-Хабльского района Карачаево-Черкесской АО.
Депутат Совета Национальностей Верховного Совета СССР 9 созыва (1974—1984) от Черкесского избирательного округа № 104 Ставропольского края. Член Комиссии по промышленности Верховного Совета СССР 9 созыва.